# Tafetà
El lligat de plana o tafetà és un lligat format d'un creuament de dos fils parells de l'ordit per un fil de la trama i un creuament de fils senars de l'ordit per un altre fil així mateix de la trama. S'utilitza en teixits de gasa, organdí, batista, lona, moletó, pongis i altres. És freqüent com a suport de la pintura sobre tela. El tafetà es un teixit que no s'embruta fàcilment.
En el comerç es pretén distingir diverses classes de tafetans amb els noms de tafetà senzill,  tafetà doble,  tafetà glacé,  tafetà de llustre, tafetà de tacte i molts altres però en realitat aquestes qualitats no es diferencien del simple tafetà en res més que en el nombre de fils, de l'ordit si són senzills o dobles, de la trama si és a dos, tres o més caps i si és de seda suplir o cuita, etc. El 1857, el consum del tafetà és gran sobretot en negre i les seves aplicacions en colors són moltíssimes. El tafetà es fabrica en tots els països on hi ha indústria sedera.

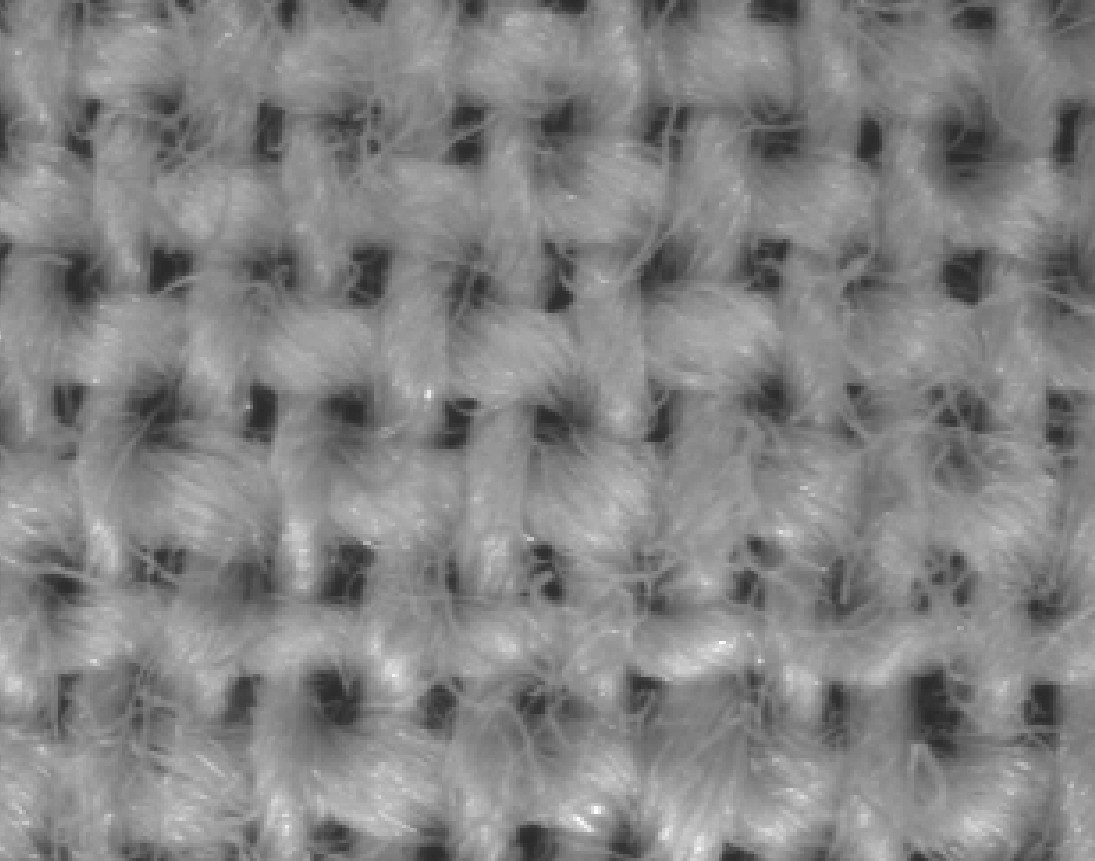
Estructura de tafetà vista sota el microscopi
Esquema del tafetà